# Przedzielnica
Przedzielnica (ukr. Передільниця) – wieś w rejonie samborskim (wcześniej w rejonie starosamborskim) obwodu lwowskiego Ukrainy. Wieś liczy około 577 mieszkańców. Leży nad rzekami Wyrwa i Wiar. Podlega truszowickiej silskiej radzie. Pierwsza wzmianka o wsi pochodzi z 1437.
Wieś szlachecka Przydzielnicza, własność Herburtów, położona była w 1589 roku w ziemi przemyskiej województwa ruskiego. 
Od 1872 przez wieś przechodzi linia kolejowa.
W 1921 liczyła około 846 mieszkańców. Przed II wojną światową należała do powiatu dobromilskiego w województwie lwowskim.
W latach 20. II Rzeczypospolitej w Przedzielnicy funkcjonował Zakład Poprawczy.

## Ważniejsze obiekty
- Cerkiew św. Mikołaja w Przedzielnicy z 1736